# 57 mm/60 SAK Model 1950
57 mm/60 SAK Model 1950 (швед. 57 mm lvakan M/50) — 57-миллиметровая корабельная зенитная артиллерийская установка, разработанная в Швеции концерном «Бофорс». Ею были оснащены шведские эскадренные миноносцы типа «Халланд» и нидерландские лёгкие крейсера типа «Де Зевен Провинсен». Кроме того, лицензия на производство 57 mm/60 SAK Model 1950 была приобретена Францией, которая на базе шведского орудия разработала и производила артустановку 57 mm/60 Model 1951, отличавшуюся боеприпасами и конструкцией орудийной башни. Этими установками были вооружены Линкор «Жан Бар» типа «Ришельё», крейсера ПВО «Де Грасс» и «Кольбер», эскадренные миноносцы типов «Сюркуф», «Дюперре» и «Шаторено».